# Létopolis
| Aa1 · R22 | m | O49 |

| Aa1 · R22 | m | O49 |

| R22 · O49 |

| R22 · O49 |

Létopolis (nom actuel : Aousîm) est le nom grec de la ville de Khem, une antique cité proche d'Héliopolis.
Elle fut la capitale du deuxième nome « de la patte antérieure » ou « de la cuisse » de la Basse-Égypte.
On y adora primitivement le dieu Kherty identifié sous la forme d'un bélier couché, dont l'image se transforma en dieu berger parfois représenté dans d'autres cités sous la forme d'un lion ou d'un taureau.
C'est également la ville du dieu faucon Mekhenty-Irty dont l'œil droit était le soleil et le gauche la lune, assimilé plus tard au dieu Haroëris (Horus le Grand).
Il ne faut pas la confondre avec Latopolis (ou Younet), ville située sur la rive ouest du Nil, à environ 55 km au sud de Louxor.